# 大浪時尚創意城
大浪時尚創意城（英語：Dalang Fashion Valley），是中國廣東省深圳市龍華區大浪街道下的一個工业园区。

## 歷史
2003年，深圳市政府规划建设“深圳服装产业集聚基地”，佔地面积1.46平方公里。
2011年3月，改名為“大浪时尚创意城”，并扩大占地面积至4.6平方公里。
2016年10月，第一屆深港設計雙年展在此舉辦。